# Cethegus lugubris
Cethegus lugubris is een spinnensoort in de taxonomische indeling van de Dipluridae.
Het dier behoort tot het geslacht Cethegus. De wetenschappelijke naam van de soort werd voor het eerst geldig gepubliceerd in 1881 door Tord Tamerlan Teodor Thorell.